# Культура Эфиопии
Многослойная культура Эфиопии стоит на основе библейской цивилизации, влияние на неё оказали контакты с древними культурами Ближнего Востока. 
Одновременно она является весьма обособленной культурой. Религии во многом определили эфиопскую культуру, однако ни одна из мировых религий — иудаизм, христианство, ислам — не была принята в чистом, неизменённом виде.
Образ Эфиопии был всегда крайне противоречив для людей других культур. Как отмечает Х. Эрлих, в представлениях мусульманского мира эфиопы были милосердными, независимыми, но в то же время отмечались такие их качества как ересь и злой умысел. Христианское восприятие рисовало Эфиопию как загадочное и великое царство с мощной, но наивной, культурой, дикое и притягательное. Африканское сознание всегда отмечало особую независимость эфиопов, пример того, как чёрный человек может её отстаивать.
Противоборство различным внешним силам сохраняло культуру Эфиопии в практически неизменном виде в течение тысячелетий и окружило её историю налетом мистики. Исламские завоеватели не смогли присоединить Амхарское царство ни к одной из мощных империй, которые расцветали рядом с ним. Европейские колонизаторы, миссионеры не смогли захватить государство. Но фашистский лидер Муссолини смог захватить Эфиопию.
Итальянский историк-африканист Конти-Россини называет Эфиопию «музеем народов» — этническое разнообразие представлено приблизительно 80 группами с различными традициями и языком.
Литература Эфиопии (а письменность является признаком цивилизации) насчитывает около двух тысячелетий. До VIII века литература, в основном это были священные тексты, писалась на языке геез. Сейчас этот язык используется только в богослужениях, подобно старославянскому. Создание первых произведений на амхарском языке относится к XIX веку.
Главными образовательными и культурными центрами на протяжении веков были монастыри, подобно монастырям в Европе. Здесь процветали ремёсла и искусства, сохранились предметы утвари, иконы и древние рукописи.